# Tales of Zestiria
Tales of Zestiria (テイルズ オブ ゼスティリア Teirusu obu Zesutiria?) es un videojuego de RPG japonés producido por Namco Bandai Games. El juego de vídeo fue lanzado con motivo de la celebración de los 20 años de la franquicia Tales of siendo este el decimoquinto juego de la serie principal, el juego está disponible para las consolas PlayStation 3, PlayStation 4 y además es la primera entrega a la plataforma de PC de la mano de Steam. El juego se ha convertido además en el primer título en ser anunciado a nivel mundial, confirmándose su salida en el mercado europeo el 16 de octubre de 2015 para las versiones de PlayStation 3, PlayStation 4 y el día 20 de octubre para la versión de Steam.
Como en los dos anteriores juegos, las secuencias de animación estuvieron a cargo del estudio de animación Ufotable. Así mismo, el diseño de personajes corrió a cargo de cuatro de los colaboradores principales de la franquicia, siendo así, Mutsumi Inomata, Kosuke Fujishima, Daigo Okumura y Minoru Iwamoto serán los encargados de diseñar a los personajes del videojuego. La música del mismo, corrió a cargo de Motoi Sakuraba, conocido por sus colaboraciones con la serie.

## Desarrollo
Tales of Zestiria fue registrado en Japón, Europa y América entre agosto y septiembre de 2013. Namco además lanzó un sitio web que a modo de una campaña de intriga iniciaba la publicidad relativa al juego. Publicidad que concluyera finalmente en un Stream emitido en Nico Nico Douga el 12 de diciembre de 2013. El juego fue anunciado en este Stream y al mismo tiempo, se anunció su localización en América y Europa las cuales saldrán al mismo tiempo que la edición original japonesa del juego.

## Argumento
En el continente perdido de Greenwood, las emociones negativas provocaron la aparición de unas criaturas sobrenaturales llamadas Hyoma. Se alimentan de la energía negativa de los humanos para reproducirse, y esto se convierte en un peligro potencial. Una raza llamada Tenzoku (familia del cielo) es llamada por los humanos y se impone sobre los Hyoma. Los integrantes de la raza Tenzoku son seres especiales que solo pueden ser vistos por humanos con suficiente potencial espiritual. Los humanos que interactúan con los Tenzoku son llamados Pastores, temidos y respetados por su increíble poder. Esta es la historia de Sorey, un joven humano criado entre tenzoku, que después de su encuentro con la princesa Alisha, busca convertirse en el nuevo pastor y traer una era en la que los humanos y los Tenzoku puedan coexistir.